# Figaro (esclave)
Pour les articles homonymes, voir Figaro (homonymie).
Figaro est un esclave de La Réunion (naissance inconnue au Mozambique-décès en 1856 à Saint-Louis de La Réunion), affranchi en 1811 à la suite de sa dénonciation du complot de la révolte d'esclaves de Saint-Leu. Il bénéficie de nombreux privilèges après son affranchissement, et devient rapidement un personnage hors du commun.

## Le rôle de Figaro dans l’échec de la révolte

### Évolution de Figaro en tant qu’esclave (1806-1811)
Figaro est à l’époque un des esclaves de madame Cadet, veuve Legrand, domiciliée à Saint-Louis. Il réussit à gravir les échelons de la hiérarchie sociale en passant de l’état d’esclave de pioche à celui de commandeur.

### La dénonciation (novembre 1811)
Figaro prend sa fonction de commandeur très à cœur. Un peu moins d’un mois plus tard, en novembre 1811 il a vent de la fomentation d’un complot.
En effet, à la suite de nouvelles désillusions, les esclaves se rassemblent et complotent, dans le but d’une future insurrection contre leurs maîtres. Le 4 novembre 1811, Figaro, qui est toujours présent lors des réunions secrètes tenues par Jean, franchit le cap de la délation, en dénonçant ses frères : il révèle à sa maîtresse le complot qui se trame. Ensemble, ils vont donner l’alerte au commissaire civil de Saint-Louis. Les évènements s’enchaînent ensuite rapidement : du 5 au 11 novembre 1811, la révolte gronde et est finalement maîtrisée. Figaro choisit son camp, celui des Blancs. Son intérêt individuel prime sur l’intérêt collectif, et la perspective d’envoyer les instigateurs du complot à la mort, lui importe peu.

## L’honneur de la délation

### Les récompenses de Figaro (novembre 1811)
Robert Townsend Farquhar, gouverneur anglais de l’époque, fait de lui le modèle à suivre. En tant que sauveur de la colonie, et grâce à sa « conduite infiniment louable », Figaro est récompensé. Il est affranchi et bénéficie d’une pension de 150 piastres. À la suite de son affranchissement, Figaro est considéré comme « libre de couleur ».

### Le1erdon, du gouverneur anglais (novembre 1811)
En plus de son affranchissement, Figaro bénéficie d’un don de terrain à Saint-Joseph. Le gouvernement anglais, en lui donnant un terrain loin du lieu de la révolte et de sa délation, cherche à protéger Figaro des éventuelles représailles dont il pourrait faire l’objet. Toutefois, Figaro ne veut pas se retrouver ainsi retiré et loin de tout. En un jour, Figaro s’est débarrassé de son terrain de Saint-Joseph : il en a vendu la moitié à François-Marie Leichnig, et en a échangé l’autre moitié à Stanislas Leichnig, contre un terrain à Saint-Louis. Pour Figaro, cette transaction est une aubaine, car l’échange lui permet d’avoir son propre terrain à Saint-Louis.

### Le2edon, du gouverneur français (janvier 1826)
Bourbon redevient française en 1815, mais ce n’est qu’en 1826 que le gouverneur français Freycinet récompense Figaro, au même titre que le gouverneur anglais quinze ans plus tôt. Le gouverneur Louis Henri de Saulces de Freycinet est le parrain de Figaro ; en raison de cet attachement, il lui permet de choisir l’îlet qu’il souhaite acquérir dans Cilaos. Figaro choisit l’Îlet à Cordes et en devient le premier propriétaire. Toutefois, isolé de la vie des Bas, il le revend rapidement, et continue sa vie d’opportuniste à Saint-Louis.
En s’installant dans le quartier où il a vécu en tant qu’esclave avant la révolte, il fait la démonstration qu’il ne craint pas les esclaves. Cette assurance lui vient de sa nouvelle position de libre de couleur ; il se trouve à présent dans le camp des dominants.

## Le réseau social et familial de Figaro

### Le premier testament de Figaro (août 1822)
Toutefois, Figaro rédige deux testaments durant sa vie. Le premier date du 1er août 1822. Cet acte montre qu’il n’est pas totalement en paix, qu’il a peut-être peur des représailles, qu’il pense à sa mort. Dans son testament, il souhaite prendre ses précautions afin que sa réputation soit intacte après sa mort, en ne laissant aucune dette impayée derrière lui : « je veux et entends que toutes mes dettes soient payées et tords réparés ». Concernant ses torts, il ne mentionne pas la délation de Saint-Leu de 1811 et ne montre aucun repentir à l’encontre des esclaves.

### Le gouverneur: parrain de Figaro (septembre 1822)
Après s’être inséré dans la société bourbonnaise, Figaro doit nouer des relations utiles afin de s’y faire un nom. Le 7 septembre 1822, un mois après avoir rédigé son premier testament, Figaro demande au gouverneur Freycinet d’être son parrain, et à son épouse d’être sa marraine. Cet acte montre qu’il est conscient que la dénonciation de 1811 lui a ouvert des portes et qu’il est en droit de demander cette faveur au gouverneur de Bourbon. Il ne se baptise pas pour effacer ses pêchés et se détacher de son passé, mais pour être le « filleul de ».
Ce geste est fort et doit servir de leçon : Figaro est le sauveur de la Colonie, et par conséquent le protégé du gouverneur. Il se rend invincible vis-à-vis des esclaves et les dissuade ainsi d’intenter à sa vie. Onze ans seulement après son affranchissement, Figaro est au sommet. C’est d’ailleurs grâce à son baptême que son nom évolue. Il passe de « Figaro » à « Louis-Clément Figaro ».

### Son mariage avec Marie-Antoinette Bijoux (septembre 1822)
Le 17 septembre 1822, dix jours après son baptême, Louis-Clément Figaro se marie à Marie-Antoinette Bijoux. Elle ne vient pas d’une grande famille bourbonnaise, mais ce mariage permet tout de même à Figaro de s’ancrer davantage dans le monde des hommes libres.

## Une assise financière importante

### Le deuxième testament de Figaro (juin 1852)
Ce n’est que le 1er juin 1852 que Figaro fait rédiger un deuxième testament, soit trente ans après le premier. Ses volontés cette fois sont toutes autres que celles de 1822 : ce n’est plus parce qu’il craint pour sa vie, mais bel et bien pour léguer ses terres à ses proches. Ce testament concerne le partage de ses propriétés, entre sa femme et la famille Honorine. Figaro a évolué ; il est devenu grand propriétaire terrien.
Dans ses deux testaments, Figaro montre un détachement vis-à-vis de l’Église, malgré le fait qu’il soit baptisé. Rappelons qu’il ne l’a pas fait dans le but de devenir un bon chrétien : à aucun moment il ne fait mention de clauses spirituelles dans ses testaments, ou d’un quelconque repentir. Il ne traite que de choses matérielles, comme le payement de ses dettes ou la transmission de ses biens.

### Son décès (décembre 1856)
Figaro est décédé quatre ans après ce dernier testament, le 13 décembre 1856. Il était un extraordinaire affairiste, car il lègue à son épouse et à Fanchette Honorine plus de 5 hectares de terres après sa mort. Il s’affirme dans la partition de ses terres, et non dans l’accumulation, comme beaucoup de colons à cette époque.